# Козенки (Мозырский район)
Козенки (бел. Козенкі) — агрогородок (до 2018 г. — деревня) в Мозырском районе Гомельской области Республики Беларусь. Административный центр Козенского сельсовета.
Рядом с деревней месторождение песчано-гравийного материала. На востоке и севере граничит с ландшафтным заказником «Мозырские Овраги».

## География

### Расположение
Железнодорожная станция Мозырь (до 2024 года «Козенки», расположена на западной окраине Мозыря, северной окраине Козенки), на линии Калинковичи — Овруч), в 0,4 км на юго-запад от Мозыря, 143 км от Гомеля.

## Транспортная сеть
Транспортные связи по автодорогам, которые отходят от Мозыря. Планировка состоит из 3 криволинейных коротких улиц близкой к меридиональной ориентации, пересекаемых 2 короткими, чуть изогнутыми улицами. Застройка двусторонняя, кирпичная и деревянная, усадебного типа. Построены многоэтажные жилые дома.

## История
По письменным источникам известна с XVIII века как село в Мозырском повете Минского воеводства Великого княжества Литовского. Инвентарь 1724 года упоминает застенок Козакенки около Мозыря (современная деревня Козенки). Под 1776 год обозначен хутор Козакенки.
После 2-го раздела Речи Посполитой (1793 год) в составе Российской империи. На атласе 1800 года обозначена как застенок около Мозыря. В 1879 году упомянута в числе сёл Мозырского церковного прихода. С вводом в действие в 1916 году железной дороги Жлобин — Овруч начала работу железнодорожная станция.
В 1930 году организован колхоз «Красная заря», работала кузница. Имелась начальная школа (в 1935 году 88 учеников). Во время Великой Отечественной войны в 1942 году сформировалась подпольная организация, которая объединяла 10 человек и вела активную пропагандистскую и диверсионную работу. Освобождена 11 января 1944 года. В боях за деревню погибли 24 советских солдата (похоронены в братской могиле на кладбище). На фронтах и в партизанской борьбе погибли 193 жителя деревень Козенского сельсовета, память о них увековечивает стела, установленная в 1982 году в центре деревни.
Согласно переписи 1959 года центр колхоза «Родина». Действуют райагропромтехника, райагропромэнерго, агрохимлаборатория, средняя, спортивная и музыкальная школы, клуб, библиотека, детский сад, районная детская библиотека, отделение связи, магазины. В 1997 году построен физкультурно-спортивный комплекс (футбольное поле, волейбольная и баскетбольная площадки, резиновая беговая дорожка 400 м, спортивный и атлетические залы).
1 марта 2018 года деревня Козенки преобразована в агрогородок.

## Население

### Численность
- 2004 год — 1289 хозяйств, 3862 жителя.

### Динамика
- 1897 год — 85 дворов, 497 жителей (согласно переписи).
- 1925 год — 127 дворов.
- 1959 год — 1096 жителей (согласно переписи).
- 2004 год — 1289 хозяйств, 3862 жителя.

## Культура
- Дом культуры.
- Танцевальные вечера "Вясковая Хата".
- Народный ансамбль народной музыки "Радуница" (основан в 1989 году).  Худ.рук. Николай Туровец.
- Козенская ДШИ.
- Эколого-культурный центр.